# سميرة محمد عوض
سميرة محمد عوض (مواليد 30 يونيو 2000)، لاعبة كرة قدم لبنانية تلعب كجناح في منتخب لبنان لكرة القدم.

## الإحصائيات
| #. | التاريخ        | المكان                                           | الخصم                    | الهدف | النتيجة | المسابقة                            | المصدر |
| -- | -------------- | ------------------------------------------------ | ------------------------ | ----- | ------- | ----------------------------------- | ------ |
| 1  | 9 يناير 2019   | ملعب الشيخ علي بن محمد آل خليفة، المحرق، البحرين | الإمارات العربية المتحدة | 2–0   | 2–0     | بطولة اتحاد غرب آسيا للسيدات 2019   |        |
| 2  | 15 يناير 2019  | ملعب الشيخ علي بن محمد آل خليفة، المحرق، البحرين | فلسطين                   | 3–0   | 3–0     | بطولة اتحاد غرب آسيا للسيدات 2019   | [ 2 ]  |
| 3  | 18 يوليو 2023  | ملعب الأنصار، أنصار، لبنان                       | فلسطين                   | 1–0   | 5–0     | مباراة ودية                         | [ 3 ]  |
| 4  | 18 يوليو 2023  | ملعب الأنصار، أنصار، لبنان                       | فلسطين                   | 2–0   | 5–0     | مباراة ودية                         | [ 3 ]  |
| 5  | 21 سبتمبر 2023 | مدينة الملك فهد الرياضية، الطائف، السعودية       | بوتان                    | 2–0   | 3–2     | البطولة الودية الدولية للسيدات 2023 | [ 4 ]  |